# Giulianova Calcio

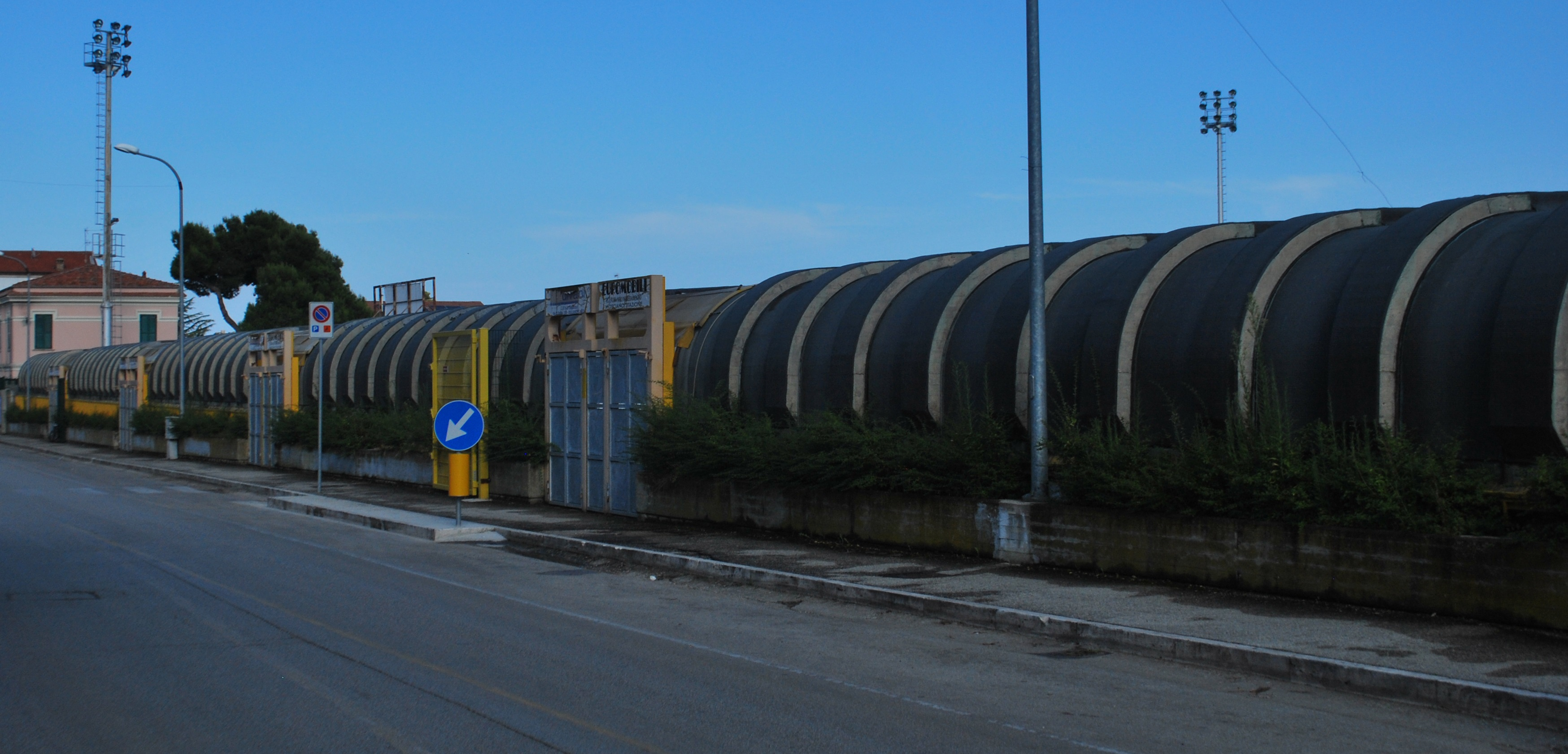
Stadion van Giulianova Calcio

Giulianova Calcio is een Italiaanse voetbalclub uit Giulianova die speelt in de Prima Divisione B. De club werd opgericht in 1924. De clubkleuren zijn geel en rood.

## Bekende (oud-)spelers
- Francesco Carratta
- Cristiano Del Grosso
- Marco Giampaolo
- Franco Tancredi